# Carmelo Patamia
Carmelo Patamia (Bagnara Calabra, 13 aprile 1826 – Napoli, 12 novembre 1909) è stato un medico e politico italiano.

## Biografia
Laureato in medicina, specializzato in dermatologia e malattie veneree, è stato libero docente all'università di Napoli, cofondatore e primario del sifilocomio partenopeo e membro della Commissione sanitaria per la modificazione del regolamento sulla prostituzione. Nel 1865, riportata alla luce l'antica sorgente di Balneolo e un precedente stabilimento termale ivi esistito, promuove la costruzione dello stabilimento termale Patamia, che ha avuto una discreta fortuna fino alla scomparsa del fondatore. È stato inoltre uno dei fondatori della Banca Popolare Cooperativa di Bagnara, promossa per fronteggiare il fenomeno dell'usura nei confronti delle fasce più basse della popolazione calabrese.